# فاز (موج)
فاز در یک تابع سینوسی یا در موج دارای دو معنی متفاوت اما نزدیک به هم است. نخست: زاویهٔ اولیهٔ تابع (نوسانگر) در نقطهٔ مبدأ است که به آن اختلاف فاز هم می‌گویند. دوم: کسری از چرخهٔ موج است که نسبت به مبدأ سپری شده است.

## فرمول
فاز یک نوسانگر هارمونی ساده یا موج، به تابع سینوسی آن بستگی دارد مانند:
{\displaystyle {\begin{aligned}x(t)&=A\cdot \cos(2\pi ft+\varphi )\\y(t)&=A\cdot \sin(2\pi ft+\varphi )=A\cdot \cos \left(2\pi ft+\varphi -{\tfrac {\pi }{2}}\right)\end{aligned}}}
که در آن {\displaystyle \scriptstyle A\,} و {\displaystyle \scriptstyle f\,} و {\displaystyle \scriptstyle \varphi \,} پارامترهایی ثابت اند که به ترتیب دامنه، بسامد و فاز نام دارند. دورهٔ تناوب این تابع‌ها {\displaystyle \scriptstyle T={\frac {1}{f}}\,} است

## اختلاف فاز

نگارهٔ بالا نشان دهندهٔ اختلاف فاز میان دو تابع سینوسی است. محور افقی نشان دهندهٔ زاویه‌ای (فازی) است که با گذشت زمان افزایش می‌یابد.

اختلاف فاز هر تغییری است که در فاز یک کمیت یا در فاز میان چند کمیت روی می‌دهد. به بیانی دیگر، تفاوت {\displaystyle \varphi (t)=\phi _{G}(t)-\phi _{F}(t)} بین فازهای دو سیگنال دوره ای {\displaystyle F} و {\displaystyle G} اختلاف فاز یا تغییر فاز {\displaystyle G} نسبت به {\displaystyle F} نامیده می‌شود.

تغییر فاز با استفاده از مدولاتور IQ

در یک موج سینوسی یک تغییر در {\displaystyle \scriptstyle \varphi \,} همانند یک اختلاف در زمان است برای نمونه: تأخیر زمانی. اگر {\displaystyle \scriptstyle x(t)\,} دارای تأخیر (اختلاف زمانی) {\displaystyle \scriptstyle {\frac {1}{4}}\,} چرخهٔ (دورهٔ بازگشت) خود است، به صورت زیر نوشته می‌شود:
{\displaystyle {\begin{aligned}x\left(t-{\tfrac {1}{4}}T\right)&=A\cdot \cos \left(2\pi f\left(t-{\tfrac {1}{4}}T\right)+\varphi \right)\\&=A\cdot \cos \left(2\pi ft-{\tfrac {\pi }{2}}+\varphi \right)\end{aligned}}}
که این بار «فاز» برابر با {\displaystyle \scriptstyle \varphi \,-\,{\frac {\pi }{2}}} است و به اندازهٔ {\displaystyle \scriptstyle {\frac {\pi }{2}}} رادیان اختلاف پیدا کرده است.
تفاوت فاز زمانی اهمیت پیدا می‌کند که دو سیگنال توسط یک فرایند فیزیکی به هم اضافه شوند؛ مثلاً دو موج صوتی متناوب که از دو منبع مختلف منتشر می‌شوند و توسط یک میکروفون دریافت و ضبط می‌شوند. این پدیده در سیستم‌های خطی تحت عنوان اصل برهم‌نهی بررسی می‌شود.

### توابع سینوسی
برای سیگنال‌های سینوسی، به ازای متغیر زمانی {\displaystyle t}، زمانی که اختلاف فاز  {\displaystyle \varphi (t)} دو سیگنال صفر باشد، این دو سیگنال یک علامت خواهند داشت و یکدیگر را تقویت می‌کنند. در این حالت می‌توان گفت که دخالت سازنده در حال رخ دادن است. زمانی که اختلاف فاز برابر ۱۸۰ درجه ({\displaystyle \pi } رادیان) است، می‌گویند که فازها مخالف هستند و سیگنال‌ها در پادفاز (فاز مخالف) هستند. در این حالت سیگنال‌ها دارای علامت‌های مخالف هستند و تداخل مخرب رخ می‌دهد.
یک معکوس فاز (وارونی فاز) یا وارونگی فاز به معنای تغییر فاز ۱۸۰ درجه است.

سیگنال‌های هم‌فاز

سیگنال‌های ناهم‌فاز

زمانی که اختلاف فاز {\displaystyle \varphi (t)} یک چهارم چرخش است (زاویه قائمه، +90° = π/۲ یا −۹۰° = ۲۷۰° = −π/۲ = ۳π/۲)، گاهی گفته می‌شود که سیگنال‌های سینوسی در رُبع (عمودبرهم یا متعامد) یا کوادراچر هستند (یعنی مولفه‌های هم‌فاز و ربعی (عمودبرهم)).
اگر فرکانس‌ها متفاوت باشد، اختلاف فاز {\displaystyle \varphi (t)} با افزایش متغیر {\displaystyle t} به صورت خطی افزایش می‌یابد. تغییرات دوره ای ناشی از تقویت و مخالفت باعث ایجاد پدیده ای به نام ضربان می‌شود.

### برای سیگنال‌های جابجاشده (شیفت‌یافته)
تفاوت فاز به ویژه هنگامی اهمیت پیدا می‌کند که یک سیگنال دوره ای (متناوب)  {\displaystyle F} با یک نسخه تغییر یافته و کوچک شده اش مثل {\displaystyle G} مقایسه شود. فرض کنید که به ازای ثابت‌ها {\displaystyle \alpha ,\tau }  و متغیر زمانی {\displaystyle t} داشته باشیم {\displaystyle G(t)=\alpha \,F(t+\tau )}. حال فرض کنید که مبدأ محاسبه فاز {\displaystyle G} نیز جابجا شده باشد. با این فرضیات، اختلاف فاز {\displaystyle \varphi }، یک ثابت (مستقل از {\displaystyle t}) به نام «تغییر فاز» یا «تغییر فاز» از {\displaystyle G} نسبت به {\displaystyle F} تعریف می‌شود. در مثال مشابه، در ساعت دیواری این وضعیت به چرخش دو عقربه با سرعت یکسان است تیشبیه می‌شود به طوری که زاویه ثابت بین عقربه‌ها بر قرار است. در این مثال تغییر فاز، تغییر آرگومان {\displaystyle \tau } است، و به صورت کسری از دوره تناوب مشترک {\displaystyle T} بیان می‌شود.
{\displaystyle \varphi =2\pi \left[\!\!\left[{\frac {\tau }{T}}\right]\!\!\right].}